# Jesse Rutherford
Jesse James Rutherford (n. 21 august 1991, Newbury Park⁠(d), California, SUA) este un cântăreț și actor american, cunoscut ca solist al trupei The Neighbourhood. Jesse a inceput si o cariera solo sub numele The Factoury. In anii 2017 si 2019 a lansat 2 albume solo: & si GARAGEB&. Dupa lansarea cantecului “Middle of Somewhere”, Jesse a devenit Chip Chrome. Acesta a luat o pauza de la social media la inceputul anului 2020, insa pe data de 18 Martie 2020 acesta si-a creat cont de TikTok, @chipchrome.

## Carieră
După ce a jucat în reclame când era copil, Rutherford a avut un rol în 2002 în filmul Life or Something Like It⁠(d), urmat de rolul din filmul Ted Bundy⁠(d) din 2002 și un rol episodic în același an în Star Terk: Enterprise, episodul Marauders⁠(d).
În 2011, a lansat un mixtape numit Truth Hurts, Truth Heals. Cariera sa muzicală la The Neighbourhood a început în 2012 cu primul lor cântec Female Robbery, urmat de Sweater Weather⁠(d), cel din urmă ajungând pe locul întâi în clasamentul Alternative Songs⁠(d) al revistei „Billboard în iunie 2013.
La începutul anului 2016, Rutherford a lansat o carte intitulată &, care include fotografii ale sale făcute de Jessie English. Rutherford a declarat că a folosit haine din propriul dulap și a pozat până când a rămas fără haine.
La 10 noiembrie 2017, Jesse a lansat albumul său de studio solo de debut, care conținea 11 piese fără colaborări. Acesta a fost anunțat anterior pe 3 noiembrie, printr-un articol din Pidgeons & Planes.

## Viața personală
Iubita lui Jesse se numeste Devon Lee Carlson; acestia au inceput relatia pe data de 24 aprilie 2015.(acestia si-au facut relatia publica de la inceput; pentru aniversarea de 4 ani, Jesse i-a cumparat lui Devon un colier de la IceBox cu talismanele J,(inima),D).